# クモの巣図法

クモの巣図法のアニメーション

クモの巣図法（クモのすずほう）とは、一次元離散力学系の振る舞いをグラフを用いて図式的に表す手法。英語ではcobweb diagram や web diagram、cobweb plot などと呼ばれる。一部のグラフ関数電卓では組み込みの描画機能として備えられている。

## 手順
ある差分方程式 xn+1 = f(xn) 、初期値 x0 が与えられるとき、まず、縦軸を xn+1、横軸をxn としたグラフ上で、f(xn) の曲線を描く。次に、傾き1の45°の線、すなわち xn+1 = xnの線を曲線に重ねて描く。その後、次のような手順を繰り返す。
1. 横軸 x0 の点から曲線 f に突き当たるまで垂直に直線を引く。垂直直線が突き当たる曲線上の点の座標は (x1, x0) となる。
2. 点 (x1, x0) から、今度は水平に直線を、傾き1の線に突き当たるまで引く。水平直線と傾き1の線が交わる点は (x1, x1) となる。
3. 点 (x1, x1) から、曲線 f に突き当たるまで垂直に直線を引く。交わる点は (x2, x1) となる。
4. 点 (x2, x1) から、傾き1の線に突き当たるまで水平に直線を引く。交わる点は (x2, x2) となる。
5. あとは 3 ⇒ 4 ⇒ 3 ⇒ 4...の順で、手順3, 4を交互に繰り返す。

出来上がる図は、曲線と45°の線の間に線が張り巡らされたような図となっており、このことからクモの巣図法と呼ばれる。行っていること自体は、解の挙動 x1, x2, x3, x4,...を順に計算していることと同じである。
しかし、クモの巣図法を用いることで、解の挙動が一目でわかる全体像が得られる利点がある。